# Die toten Augen
Die toten Augen (en alemany, Els ulls morts) és una òpera d'Eugen d'Albert estrenada el 5 de març de 1916 a l'òpera de Dresden sota la direcció de Fritz Reiner.
La rebuda de l'estrena va ser dispar: la crítica la va massacrar i el públic va valorar les inspirades melodies i la luxuriosa música i orquestració, on es poden intuir clares afinitats amb Wagner, Puccini, Strauss, Lehár i Korngold. Durant els vint anys següents a l'estrena cada reposició era celebrada pel públic. Amb l'arribada del nazisme, l'òpera va desaparèixer dels escenaris. Acabada la Segona Guerra Mundial, l'obra va ser reposada a Viena (1950), Klagenfurt (1954), Anvers (1955), Nuremberg (1964) i a Berna (1980).
La trama és extraordinàriament poètica. A Jerusalem, en temps de Crist, el senador Arcesius, deforme i de repugnant presència física, està casat amb Myrtocle, que per la seva ceguesa el creu bell i apol·lini. Un miracle de Jesús fa que recuperi la vista i confon Galba, el bell amic d'Arcesius, que creu que és el seu marit, i tots dos fan l'amor. Arcesius quan compren que la dona ha recuperat la vista i Galba s'ha aprofitat de la confusió, el mata. Myrtocle maleint la dissort prefereix tornar a la ceguesa exposant els seus ulls al sol, refent així la vida amb el seu marit, del que valora el seu esperit i no la seva bellesa física.
El gran final amb la llarga escena del sacrifici precedida d'un preludi orquestral és una prova per a la soprano, veritable protagonista d'aquesta òpera.
L'escriptura vocal és molt lírica i les melodies són de fàcil comprensió i en molts moments s'acosten a Lehár. Com acostuma a ser habitual en aquest període, les orquestracions són riques de textures i colors.